# Антоній Комендо-Боровський
Антоній Комендо-Боровський (пол. Antoni Komendo-Borowski; нар. 6 червня 1912, Бялисток — пом. 12 травня 1984, Бредфорд, Велика Британія) — польський футболіст. Нападник і лівий крайній нападник, відомий виступами за «Поґонь» (Львів). Зіграв 1 матч (забив 1 гол) за збірну Польщі.

## Життєпис
Отримав середню освіту, закінчивши гімназію. Працював урядовцем у військових інституціях. Спочатку захоплювався спринтом, лише потім зацікавився футболом. На футбольному полі відзначався надзвичайною швидкістю, рухливістю та сильними ударами по воротах, хоча рідко їх завдавав.
Починав грати за військовий спортивний клуб 42-го піхотного полку в Бялистоку (1929-1931 роки) у окружній лізі (округів було багато, а переможці в додаткових іграх боролися за вихід до найвищої ліги). 1930 року команда виборола право грати в плей-оф за вихід до найвищої ліги, але поступилася 82-му піхотному полку (Брест-Литовський). 1932 року за участю колективу 42 ПП сформовано футбольний клуб «Ягеллонія» (Бялисток). Боровскі був зіркою тієї команди.
Своєю грою він привернув увагу іменитих клубів і від липня 1933 аж до початку Другої світової війни виступав за «Поґонь» (Львів). У складі львів'ян двічі ставав віце-чемпіоном Польщі (1933 і 1935).
15 вересня 1935 року провів гру за національну збірну Польщі проти Литви (3:3), забив один м'яч.
Учасник вересневої кампанії 1939 року, опинився в таборі для полонених в Угорщині. Певний час грав за команду «Юнак» (Дрогобич), що продовжувала виступи, складена із гравців польських військових формувань. Брав участь у битві при Монте-Кассіно 1944 року, отримав важке поранення.
Помер у місті Бредфорд (Велика Британія) 1984 року.